# Burgruine Hals
Die Burgruine Hals liegt im Passauer Stadtteil Hals. Der Name Hals leitet sich von der Lage der Burg am Hals, das heißt der engen Schleife der Ilz ab. Auf einem schmalen Felsrücken über der Ortschaft liegen die Trümmer der einst mächtigen Spornburg. Die Anlage wird als Bodendenkmal unter der Aktennummer D-2-7446-0197 im Bayernatlas als „untertägige  mittelalterliche und frühneuzeitliche Befunde und Funde im Bereich der Burgruine Hals“ geführt. Ebenso ist sie unter der Aktennummer D-2-62-000-679 als Baudenkmal von Hals verzeichnet.

## Geschichte

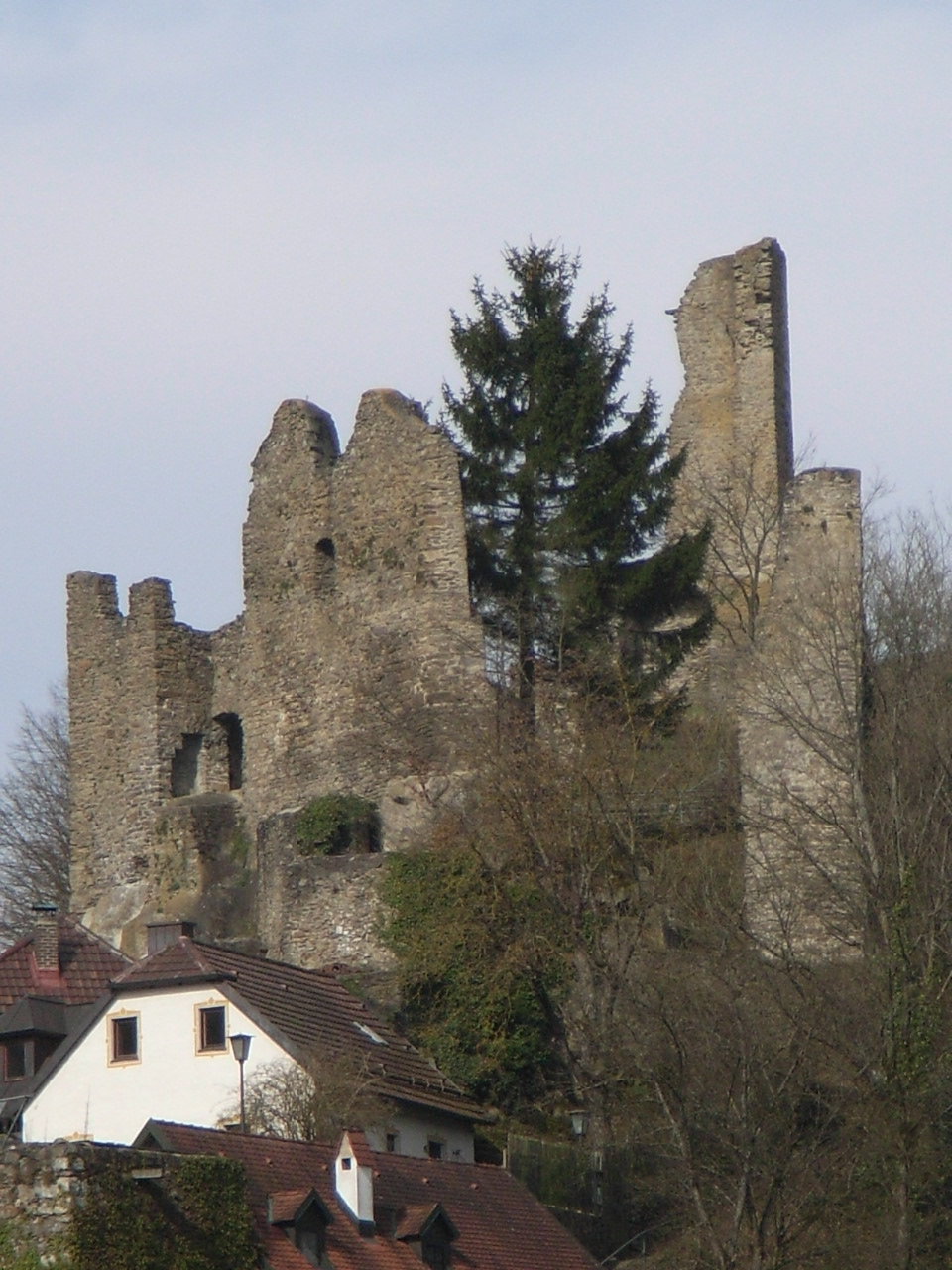
Burgruine Hals

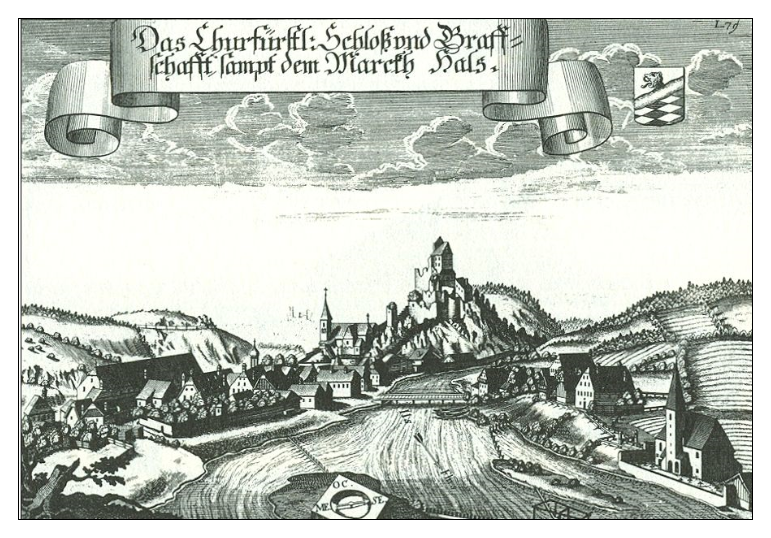
Burg und Markt Hals nach einem Stich von Michael Wening von 1721

1072 wurden die Herren von Hals erstmals erwähnt. 1112 fand die Burg als Besitz derer von Palsenze von Eferding Erwähnung. 
1190 errangen die Edlen von Kamm aus Ortenburg die Burgherrschaft. Die neuen Halser Herren ließen sich in mehrere Auseinandersetzungen mit den Grafen von Bogen und den Bischöfen von Passau verwickeln, und der Kaiser verfügte einmal sogar die Reichsacht über sie. 1280 verlieh Rudolf von Habsburg dem Halser Albert von Kamm den Grafenstand. Die nunmehrigen Grafen von Hals weiteten ihr Herrschaftsgebiet bis zur böhmischen Grenze aus. Besitztümer waren u. a. Osterhofen, Haidenburg, Schönberg, Aidenbach, Aiterhofen, Rathmannsdorf und Fürstenstein. Die Herren sicherten auch die Handelswege nach Böhmen wie den Goldenen Steig. Holztrift aus dem Bayerischen Wald und die Perlfischerei waren wichtige Einnahmequellen.
1375 kam die Burg nach dem Aussterben der von Kamm-Hals in den Besitz des Oberpfälzer Grafen Johann von Leuchtenberg. Gute persönliche Beziehungen zu Kaiser Karl IV. brachten den Halsern sogar das Recht zur Münzprägung ein. Besonders bekannt sind die sogenannten Bösen Halser der Schinderlingszeit, die in der Burg Hals geprägt wurden. Nach dem Tod Karls IV. unterstützte Johann dessen Sohn, den böhmischen König Wenzel. Er stand bei den folgenden kriegerischen Auseinandersetzungen damit aber auf der Verliererseite. Die Grafschaft verschuldete sich immer mehr und verlor große Teil ihrer Besitztümer. In dieser Lage entführte Johann 1399 bei Hals den Bischof von Bamberg und erpresste ein Lösegeld, was die finanziellen Probleme aber nicht löste. Der verbliebene Rest fiel schließlich 1485 an die Adelsfamilien von Aichperg und später an die von Degenberg. 1517 wurde die Herrschaft von den Wittelsbachern aufgekauft.
1622 wurde die Burg durch einen Brand beschädigt. Nach 1663 wohnten die herzoglichen Burgverwalter dann im neuerrichteten Amthaus im Ort Hals, die Burg fand nur noch als Speicher Verwendung.
Im Österreichischen Erbfolgekrieg wurde die Burg 1741 demontiert, um zu verhindern, dass der Feind sie militärisch nutzen konnte. 1810 stürzten die noch stehenden Mauern ein. Seither verfiel das Bauwerk immer mehr und diente als Steinbruch.
Die Ruine befindet sich heute in Privatbesitz, kann aber mit Führung besichtigt werden. Auf dem Burgfelsen wächst die seltene Holunder-Schwertlilie (Iris sambucina)
Etwa 750 Meter nordwestlich befindet sich das Vorwerk der Burg, die Burg Reschenstein.